# Vallenfyre
Vallenfyre war eine Extrem-Metal-Supergroup um den Paradise-Lost-Gitarristen Gregor Mackintosh.

## Geschichte
Die Band wurde 2010 von Mackintosh nach dem Tode seines Vaters gegründet, der im Dezember 2009 an Lungenkrebs gestorben war. 2011 veröffentlichte sie ihre erste EP Desecration sowie das Studioalbum A Fragile King. 2012 spielte die Band auf diversen Konzerten und Festivals, wie etwa dem Summer Breeze.

## Stil
Die Musik Vallenfyres wurde vielfach, auch auf dem Albumcover selbst als Mixtur von frühen Paradise Lost, von Bloodbath, Grave oder Dismember mit frühen Entombed, letzteres besonders bezogen auf den Klang der Gitarren, verglichen. Auch Mackintoshs Gesang bei Vallenfyre ist als tiefes Growling angelegt.

## Bandmitglieder

Vallenfyre, live auf dem With Full Force 2018
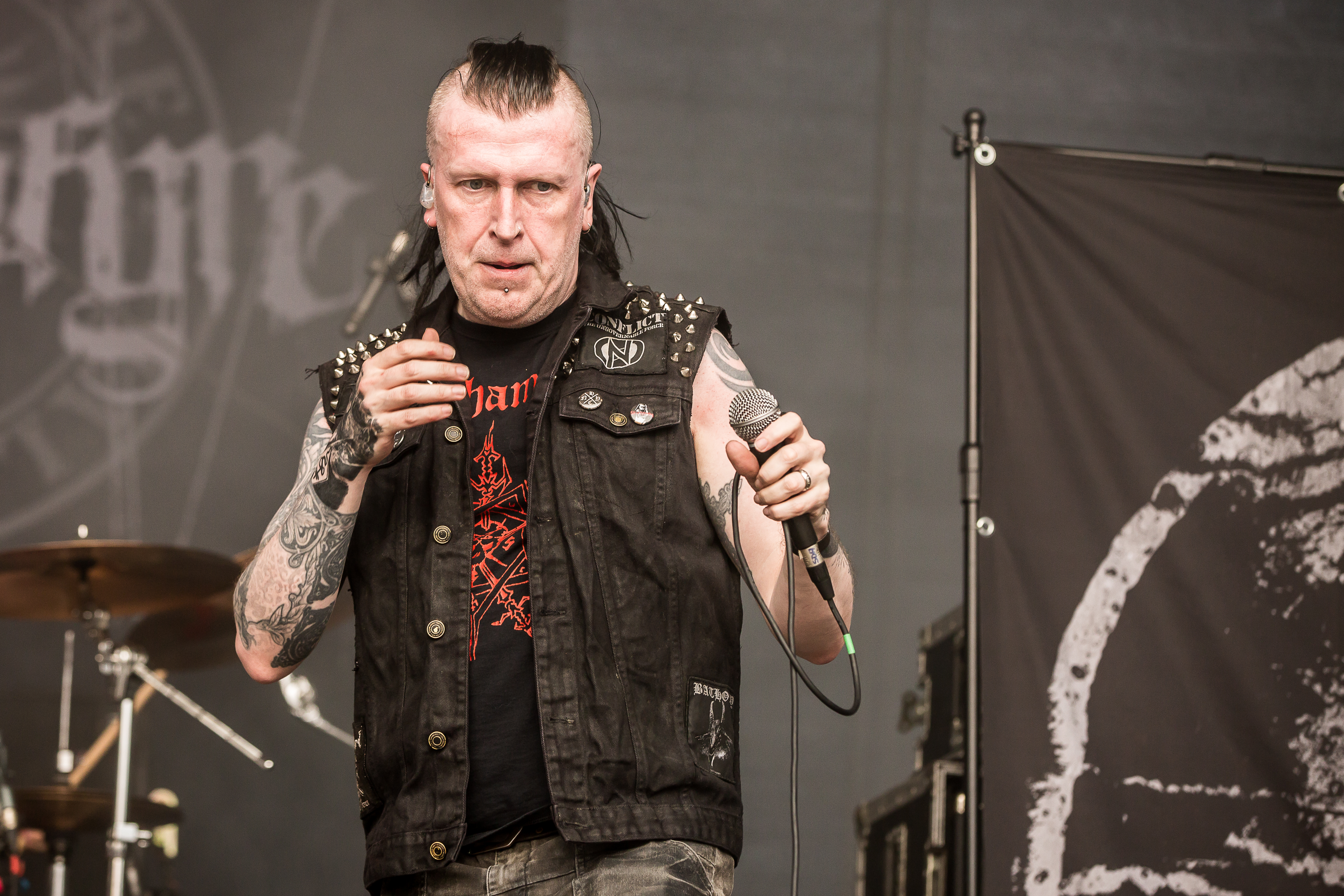
Sänger Gregor Mackintosh
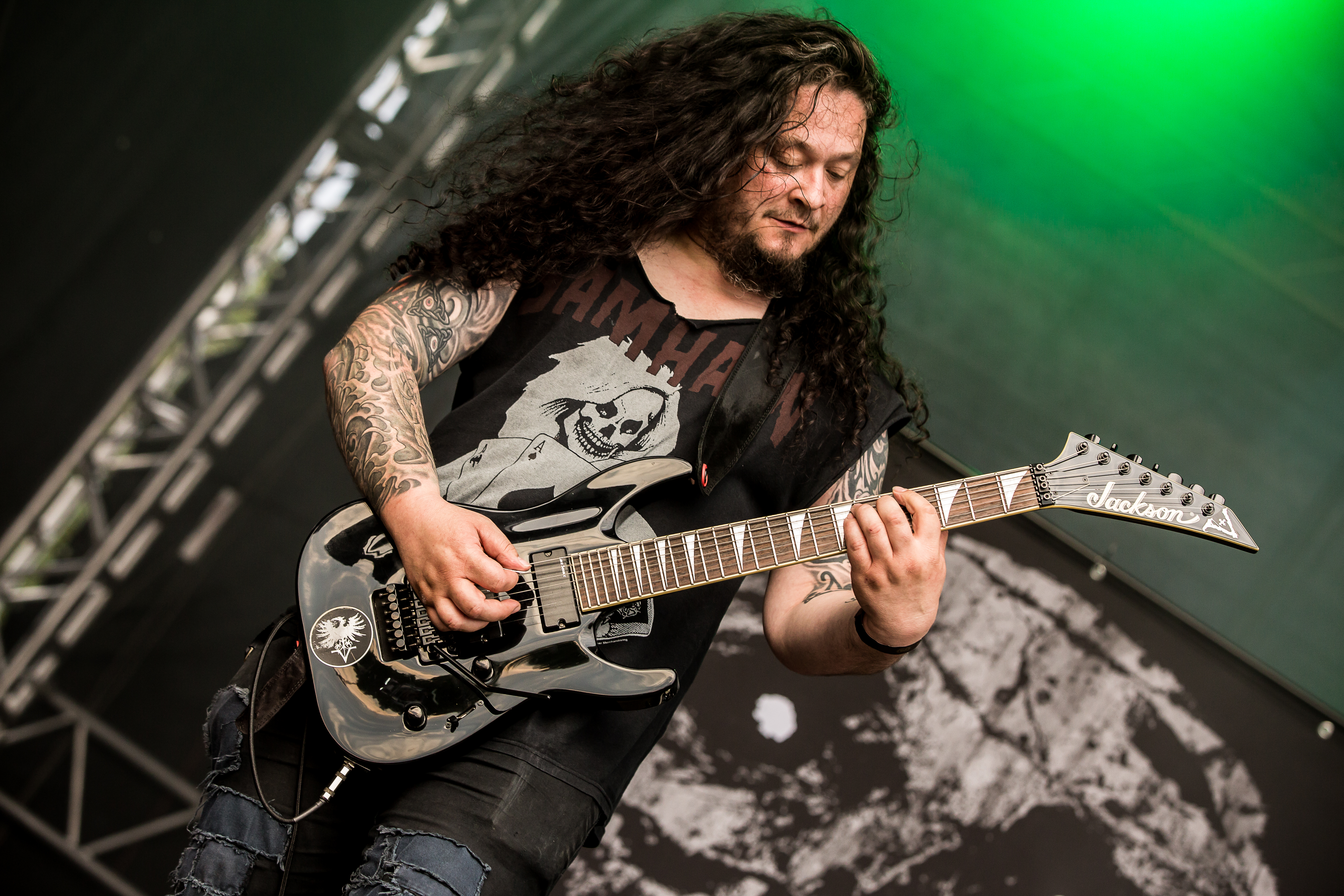
Lead-Gitarrist Hamish Glencross
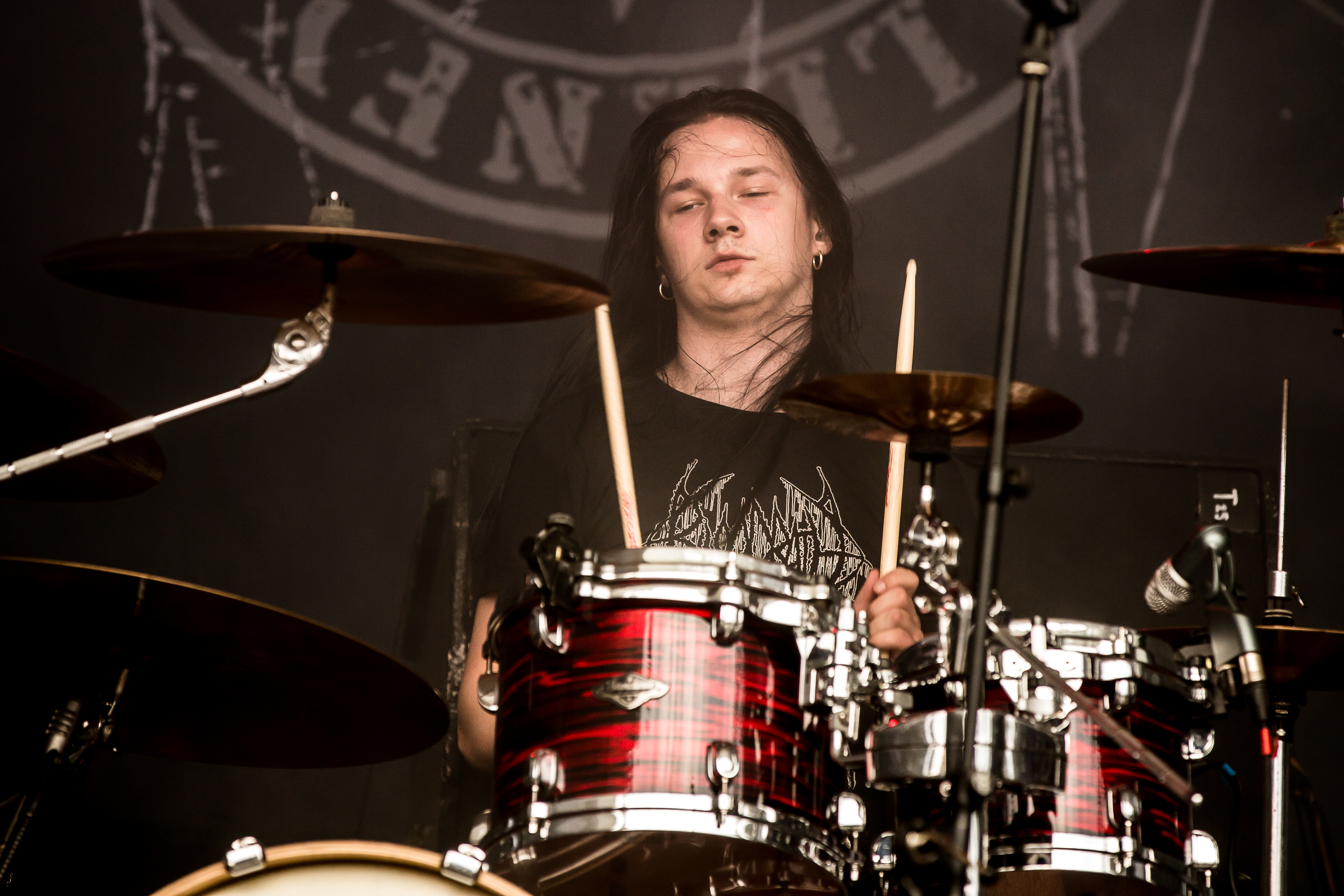
Schlagzeuger Waltteri Väyrynen
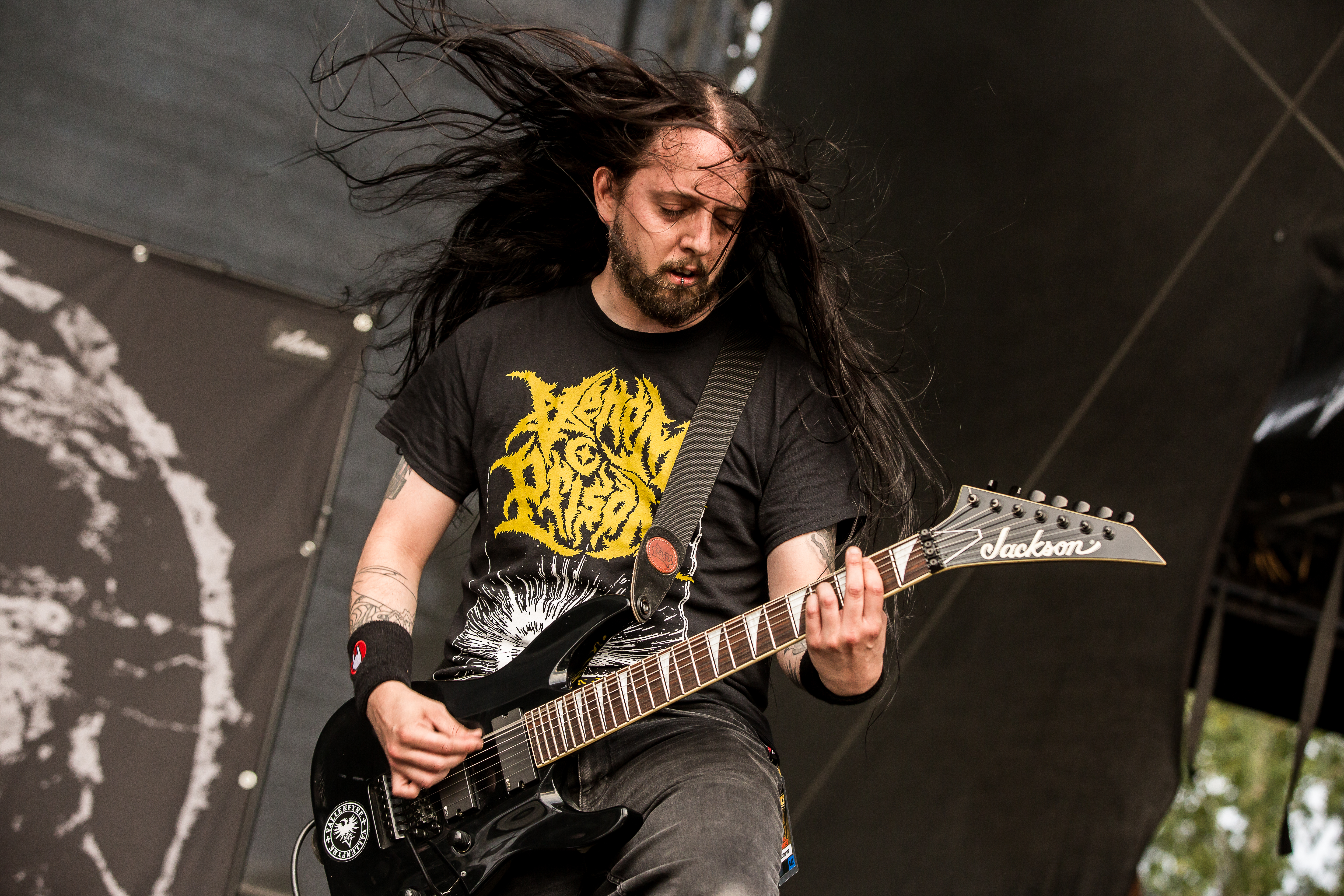
Rhythmus-Gitarrist Sam Wallace
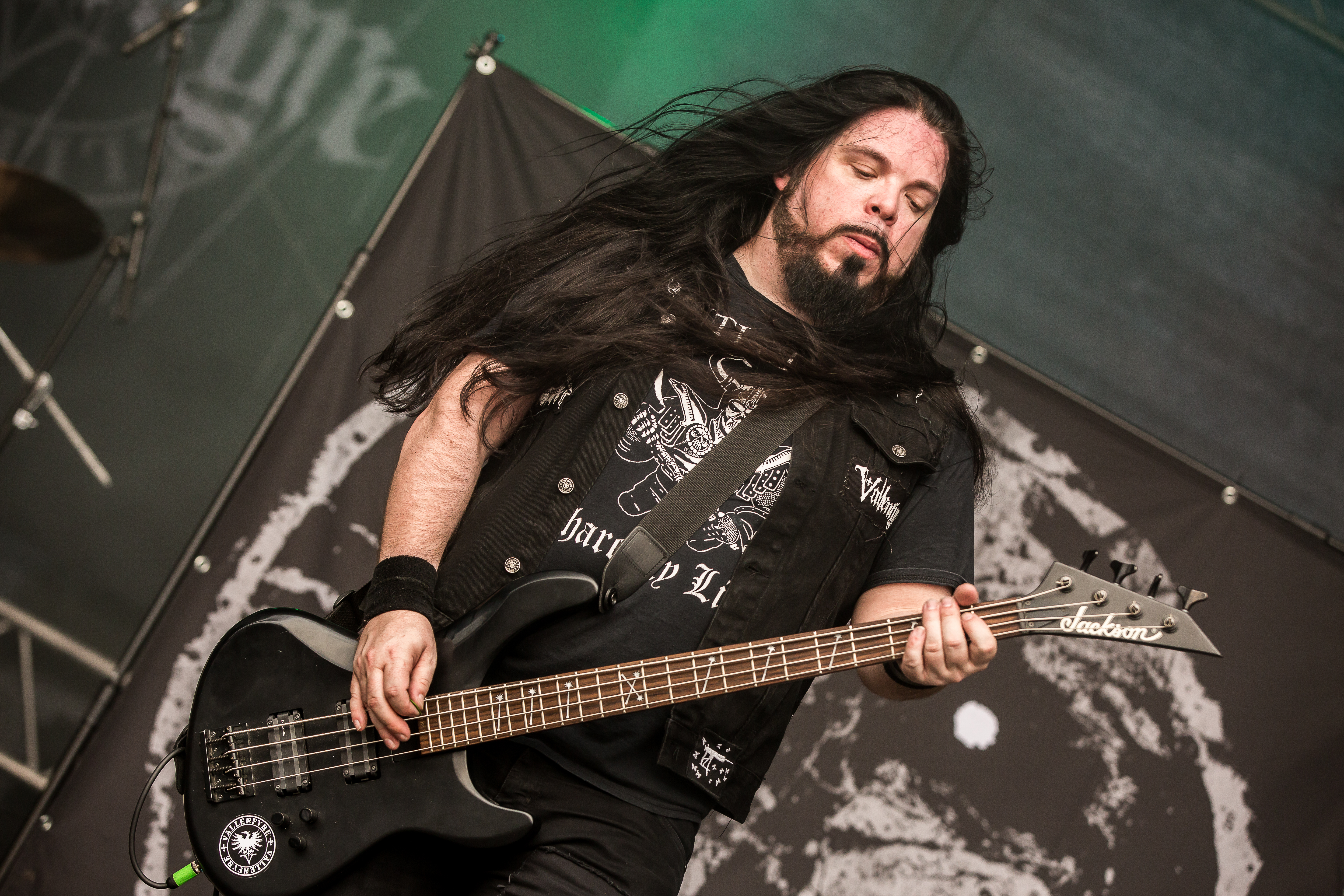
Bassist Chris Casket

## Diskografie
- Desecration (EP, 2011)
- A Fragile King (2011, Century Media)
- Splinters (2014, Century Media)
- The Last of Our Kind (EP, 2015)
- Fear Those Who Fear Him (2017)